# Michał Robak
Michał Robak (ur. w 1901 w Wielowsi, zm. 1 lutego 1945 pod Złotowem) – podoficer, uczestnik wojny domowej w Hiszpanii w szeregach Brygad Międzynarodowych i II wojny światowej w szeregach ludowego Wojska Polskiego. Kawaler orderu Virtuti Militari.
Pracował jako robotnik i należał do KPP. Z powodu bezrobocia wyjechał z Polski do Francji. Po wybuchu wojny domowej w Hiszpanii, wstąpił w szeregi Brygad Międzynarodowych i walczył po stronie rządu republikańskiego. Po opuszczeniu Hiszpanii został internowany przez władze francuskie i umieszczony w obozach we Francji a później w Afryce Północnej. W 1943 roku udało mu się wydostać z obozu i przedostać do Związku Radzieckiego. 
Jako Polak na początku 1944 roku wstąpił w szeregi armii polskiej utworzonej w ZSRR. Wraz z 11 Pułkiem Piechoty przeszedł szlak bojowy przez ziemie polskie. Następnie brał udział w walkach na Wale Pomorskim. Poległ w walkach pod Złotowem.

## Ordery i odznaczenia
- Krzyż Walecznych
- Virtuti Militari V klasy (pośmiertnie)[2]